# Aphyocharax pusillus
Pez de sangre o pez neón (Aphyocharax pusillus) es una especie de pez de la familia Characidae.

## Morfología
Los machos pueden llegar alcanzar los 6,4 cm de longitud  total.

## Distribución y hábitat
Vive en zonas de clima tropical.
Se encuentran en la cuenca del río Amazonas, en Perú.